# Gabriel Pereira (labdarúgó, 2001)
Gabriel Pereira (São Paulo, 2001. augusztus 1. –) brazil labdarúgó, a katari Al-Rayyan csatára.

## Pályafutása
Pereira a brazíliai São Paulo városában született. Az ifjúsági pályafutását a Guarani csapatában kezdte, majd a Corinthians akadémiájánál folytatta.
2021-ben mutatkozott be a Corinthians felnőtt keretében. 2022. március 17-én ötéves szerződést kötött az észak-amerikai első osztályban szereplő New York City együttesével. Először a 2022. április 2-ai, Toronto ellen 2–1-re elvesztett mérkőzés félidejében, Talles Magno cseréjeként lépett pályára. Első gólját 2022. április 24-én, szintén a Toronto ellen hazai pályán 5–4-es győzelemmel zárult találkozón szerezte meg. 2023. július 22-én a katari Al-Rayyához írt alá.

## Statisztikák
2023. július 16. szerint
| Klub          | Szezon   | Osztály  | Bajnokság | Bajnokság | Kupa  | Kupa | Nemzetközi | Nemzetközi | Összesen | Összesen |
| Klub          | Szezon   | Osztály  | Meccs     | Gól       | Meccs | Gól  | Meccs      | Gól        | Meccs    | Gól      |
| ------------- | -------- | -------- | --------- | --------- | ----- | ---- | ---------- | ---------- | -------- | -------- |
| New York City | 2022     | MLS      | 29        | 9         | 2     | 0    | 2          | 0          | 33       | 9        |
| New York City | 2023     | MLS      | 22        | 6         | 1     | 0    | —          | —          | 23       | 6        |
| New York City | Összesen | Összesen | 51        | 15        | 3     | 0    | 2          | 0          | 56       | 15       |
| Összesen      | Összesen | Összesen | 51        | 15        | 3     | 0    | 2          | 0          | 56       | 15       |

## Sikerei, díjai
New York City
- Campeones Cup
  - Győztes (1): 2022